# Greensleeves

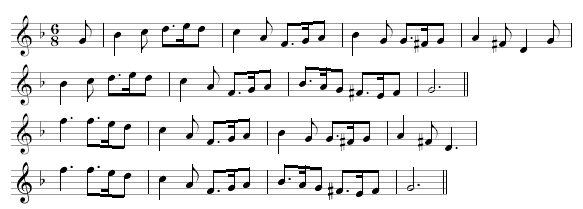
Partitura de Greensleeves

Greensleeves és una cançó tradicional anglesa de la darreria del del segle xvi de compositor desconegut.
El primer esment imprès «A Newe Northen Dittye of ye Ladye Greene Sleves» data del 1580 en un full solt de paper barat (les anomenades broadsheet ballads) per Richard Jones. Al pas del segle xvi al xvii en surten moltes edicions i moltes lletres. A principi del segle xvii ja apareix al Luitboek van Thysius d'Adriaen Smout a Rotterdam, senyal d'una popularitat internacional que mai no va marcir-se.
Segons una llegenda romàntica, hauria estat composta pel rei Enric VIII d'Anglaterra (1491-1547) per a la seva amant i futura reina consort Anna Bolena quan aquesta el rebutjà. En una de les versions apareix la frase «cast m'off discourteously» (‘em repudies descortesament’), però bo, amor repudiat és un tema força universal. És una mera llegenda i és segur que Enric VIII no n'és el compositor. La cançó té un estil de composició italià que no va arribar a Anglaterra fins després de la mort d'Enric, per la qual cosa és més probable que sigui d'origen isabelí.
La lletra del segle xvi era més aviat frívola. Una possible interpretació de la lletra és que Lady Green Sleeves era una noia capfluixa, potser fins i tot una prostituta. Aleshores, la paraula «verd» tenia connotacions sexuals, pensant a les taques d'herba al vestit que insinuaven relacions sexuals a l'aire lliure. Alternativament podria ser que Lady Green Sleeves, noia seriosa, havia rebutjat descortesament els avenços d'un pretendent capfluix que creia que era promíscua. Amb el puritanisme del segle xix va perdre la picantor típica del renaixement. Van seguir lletres més anodines i va esdevenir una cançó nadalenca i àdhuc una cançó de bressol.
En l'obra de Shakespeare The Merry Wives of Windsor, escrita al voltant de 1602, el personatge Mistress Ford es refereix dues vegades a la cançó Green Sleeves sense donar cap explicació. Aquestes al·lusions mostren que la cançó ja era ben coneguda en aquell moment. Més tard, Falstaff exclama: 
Que el cel plogui patates! Que troni amb la melodia de 'Greensleeves'!

## Versions destacades
- John Coltrane a l'album Africa/Brass, del 1961
- «Greensleeves to a ground», versió per flabiol i piano de Jordi Leon i Royo[10]
- Leonard Cohen en fa una versió dins de la cançó del 1974 Leaving Green Sleeves, de l'àlbum New Skin for the Old Ceremony.
- Ralph Vaughan Williams va escriure la Fantasia on Greensleeves per l'òpera Sir John in Love (1924-1928).[11]
- Una nadala, What Child Is This?, combina la melodia de «Greensleeves» amb d'altres.
- Lluny, versió dels valencians Lluís Miquel i els 4Z, publicada l'any 1964.